# 愛に手ふれて
「愛に手ふれて」（あいにてふれて）は、alütoの2枚目のシングル。2007年11月28日発売。発売元はソニー・ミュージックアソシエイテッドレコーズ。

## 解説
- 約4ヶ月ぶりのリリース。

## 収録曲
- 全曲、作詞・作曲：藤田大吾　編曲：alüto/山口一久

1. 愛に手ふれて (5:24)
2. 粉雪舞って (5:44)
3. カフェモヨウ (4:17)
4. もっと (6:17)
5. 愛に手ふれて (Violin Version) (5:22)